# Rotaria magnacalcarata
Rotaria magnacalcarata is een raderdiertjessoort uit de familie Philodinidae. De wetenschappelijke naam van deze soort is voor het eerst geldig gepubliceerd in 1892 door Parsons.